# Gaffelnattskärra
Gaffelnattskärra (Hydropsalis climacocerca) är en fågel i familjen nattskärror.

## Utseende och läte
Gaffelnattskärra är en stor sandbrun nattskärra med otydliga ljusa teckningar och rätt lång stjärt. I flykten syns hos hanen stora vita kilar på yttre stjärtpennorna. Den hörs rätt sällan, dock ibland ett mjukt tjirpande i flykten.

## Utbredning och systematik
Gaffelnattskärra delas in i fem underarter:
- Hydropsalis climacocerca schomburgki – förekommer i flodmiljöer i östra Venezuela till Surinam
- Hydropsalis climacocerca climacocerca – förekommer huvudsakligen längs floderna i sydöstra Colombia till norra Bolivia
- Hydropsalis climacocerca intercedens – förekommer i centrala Peru (Obidos-regionen i västra Pará)
- Hydropsalis climacocerca pallidior – förekommer i norra och centrala Brasilien (Santarém-regionen i västra Pará)
- Hydropsalis climacocerca canescens – förekommer i nord-centrala Brasilien (lägre Rio Tapajós-regionen i västra Pará)

## Levnadssätt
Liksom nästan alla nattskärror är gaffelnattskärran nattlevande. Den födosöker då kring sandbankar och flodkanter i tropiska låglänta områden. Dagtid vilar den i växtligheten utmed korvsjöar och floder.

## Status
Arten har ett stort utbredningsområde och beståndet anses stabilt. Internationella naturvårdsunionen IUCN listar den därför som livskraftig (LC).

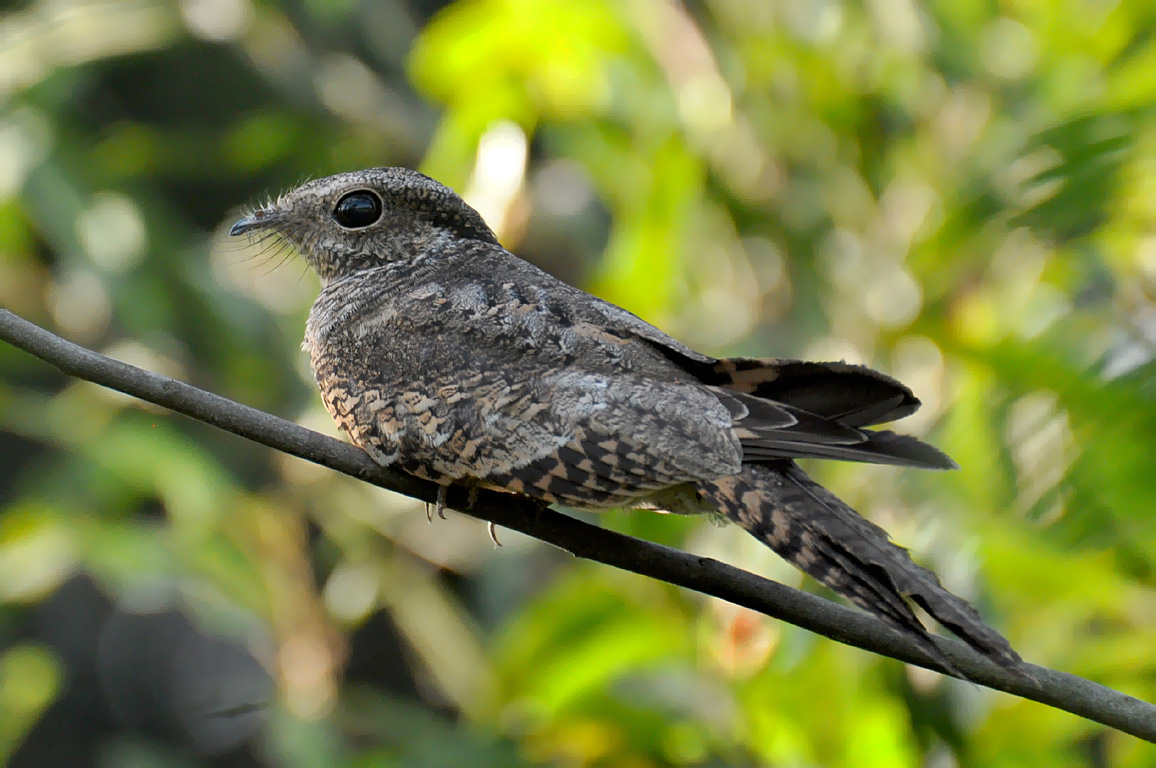
Hona